# Kondér István
Kondér István (Budapest, 1897. december 10. – Budapest, 1975. szeptember 8.) magyar erdőmérnök.

## Életpályája
Főiskolai tanulmányait Selmecbányán kezdte, majd 1919-ben Sopronban folytatta; 1923-ban a Bányászati és Erdészeti Főiskola erdőmérnöki karán diplomázott. 1926–1930 között a pápai Földmérési Felügyelőségen volt földmérő. 1930–1935 között a Háromszögelő Hivatalban dolgozott. 1935–1936 között a debreceni Földmérési Felügyelőségen tevékenykedett. 1936–1940 között a budapesti 9., 1940–1944 között pedig a 22. Földmérési Felügyelőség mérnöke volt. 1945–1946 között a Földművelésügyi Minisztérium munkatársa; a szikszói Abaúj vármegyei Földhivatal megszervezője és műszaki vezetője volt. 1946–1950 között a kalocsai érsekség felosztásának vezetője volt. 1950–1960 között az Országos Földmérési Intézet, a Városmérési Iroda illetve a Budapesti Geodéziai és Térképészeti Vállalat (BGTV) kutatómérnöke volt. 1960-ban nyugdíjba vonult. 1960–1975 között a Budapest Főváros VIII. (Városmérési) Ügyosztálya és ismét a BGTV munkatársa volt.
Földmérési műszerkonstrukciói közül a legismertebb a nevét is viselő „Kondér-féle kettős szögprizma műszer”.
Sírja a Farkasréti temetőben látogatható.

## Művei
- Háromszögelési pontok felhasználása és hasznuk az erdőgazdaságban (Erdészeti Lapok, 1934)[3]
- Térképek és rokontudományok az ókorban (Térképészeti Közlöny, 1938)
- A mágnesesség és az iránytű története (Térképészeti Közlöny, 1948)
- Összelátás létesítése felsőrendű háromszögelési pontok közt (Földméréstani Közlemények, 1952)
- Szukkulens növények a lakásban (Akvárium és Terrárium, 1959)
- Fejezetek a magyar mérésügy történetéből (Geodézia és Kartográfia, 1960)
- Az Astrophytum kaktuszok. – A kaktuszok érdekes csoportja: a Rebutiák (Búvár, 1960)
- Milyen összetételű talajban fejlődnek jól kaktuszaink? (Búvár, 1961)
- A Parodia-kaktuszok (Búvár, 1962)
- A Turbinicarpus-kaktuszok (Búvár, 1964)